# Румунська академія

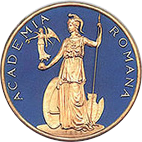
емблема Румунської академії

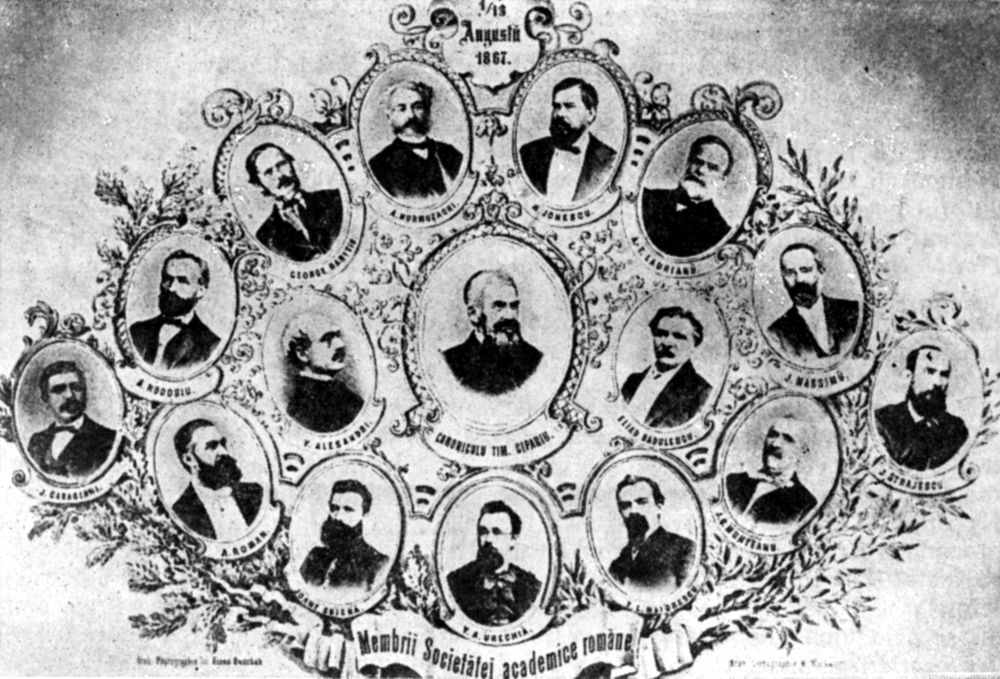
Румунська академія

Румунська академія (рум. Academia Română) — вища наукова установа Румунії, яка охоплює наукові, художні та літературні галузі діяльності.
Академія була заснована в 1866 році, як Румунське літературне товариство. У 1867 році літературне товариство було перейменовано в Румунське академічне товариство, а в 1879 році стало називатися Румунської академією. З приходом до влади Румунської комуністичної партії організація була реорганізована і з 1948 року стала називатися Академія Румунської Народної Республіки. З 1965 року й аж до падіння режиму Чаушеску академія мала назву Академія Соціалістичної Республіки Румунія.
Станом на 2011 рік Румунська академія налічувала 181-го дійсного члена, які обираються в неї на все життя.
Відповідно до свого статуту, основними цілями Академії є збереження румунської мови і румунської літератури, вивчення національної історії Румунії і дослідження в галузі фундаментальних і прикладних наук. Найвідомішими фундаментальними працями Румунської академії є словник румунської мови, словник румунської літератури, а також трактат з історії румунського народу.
Штаб-квартира Румунської академії розташована в місті Бухаресті.